# Tamarix amplexicaulis
Tamarix amplexicaulis är en tamariskväxtart som beskrevs av Christian Gottfried Ehrenberg. Tamarix amplexicaulis ingår i släktet tamarisker, och familjen tamariskväxter. Inga underarter finns listade.